# Skrutinium
Skrutinium je pečlivé zkoumání, dotazování či kontrola (francouzsky scrutin; pozdně latinsky scrutinium; od scrutari, což znamená „ti, kteří prohledávají hromady odpadků v naději, že najdou něco cenného“ a původně z latinského „scruta“, což znamená „rozbité věci, hadry nebo odpadky“) je pečlivé zkoumání nebo vyšetřování (často znamená hledání pravděpodobné chyby nebo selhání). V římských dobách byli „scrutari“ ve městech a městečkách ti, kteří pracně hledali cennosti mezi odpadky a veteší ostatních. Z tohoto kořene je odvozeno moderní anglické „scrutiny“, které označuje pečlivé zkoumání nebo dotazování (často znamená hledání skryté chyby, omylu nebo nesrovnalosti). 

## Použití v církvi
Toto slovo se v rané římskokatolické církvi používalo zejména pro zkoušku katechumenů nebo těch, kteří jsou vyučováni ve víře. Před křtem se učili vyznání víry a modlitbu Páně, byli z nich zkoušeni a exorcizováni. Dny zkoušek se v různých obdobích lišily od tří do sedmi. Přibližně od počátku 12. století, kdy se stalo obvyklým křtít děti brzy po jejich narození namísto ve stanovených termínech (Velikonoce a Letnice), byl obřad kontroly začleněn do obřadu vlastního křtu.
Po II. vatikánském koncilu jsou tři termíny, kdy se mohou konat skrutinia: 3., 4. a 5. neděle postní. Probíhají veřejně před celým shromážděním a kandidáti jsou propuštěni před přímluvami věřících. Pouze za závažných okolností může být od skrutinií upuštěno, a to pouze místním ordinářem (který může upustit maximálně od dvou). Skrutinia jsou určena jen pro katechumeny (tj. ty, kteří mají přijmout křest, svaté přijímání a biřmování).
Skrutinium je také termín používaný pro způsob volby papeže v katolické církvi, na rozdíl od dvou dalších způsobů, aklamace (lat. acclamatio) a akcese (lat. accessio). Ve volebním právu je skrutinium pečlivé zkoumání odevzdaných hlasů poté, co neúspěšný kandidát podal žádost, v níž se domáhá mandátu a tvrdí, že má většinu zákonných hlasů. Každý hlas se posuzuje zvlášť, přičemž jedna strana předem oznámí druhé straně hlasy, proti nimž vznesla námitku, a důvody námitek.